# Abul-Fath Abdurahman Hazini
Abul-Fath Abdurahman Hazini čuveni je astronom, fizičar, mehaničar, matematičar i dizajner inovativnih naučnih instrumenata. Rođen je u Mervu i u tom gradu proveo je prve godine života, aktivno se uključujući u rad naučnih institucija koje su delovale pod pokroviteljstvom seldžučke monarhije. Živeo je početkom XII veka.

## Dela o astronomiji
Rezultate svojih opservatorijskih poduhvata Hazini je uglavnom predstavljao u istraživačkom horoskopu koji je nazvao Sultanskim autentičnim horoskopom. Istoričari su to čuveno delo nazivali i skraćenim nazivom Sultanski horoskop ili Sindžirijeva univerzalna istorija. Hazini je 1131. godine napisao i sažeti prikaz svog horoskopa.‍:pp. 232.

## Dela o fizici i mehanici
Njegovo najslavnije delo jeste Mizan al-hikma [Mera mudrosti] koje je o mehanici i tehničkim disciplinama napisao oko 1121. godine. Hazini je u tom grandioznom delu, u vidu opsežnih matematičkih i geometrijskih analiza, detaljno pisao o hidraulici i statici fluida, kao i o svojim inovativnim idejama o centrima mase fizičkih sistema i tela, o njihovoj ravnoteži i specifičnim težinama, te i o dizalicama, vagama, hronometrima i o načinima njihove izrade i primene. Uz svoja teorijska objašnjenja Hazini je priložio i brojne slike i modele, što ukazuje na briljantan napredak inženjerskih disciplina u tadašnjem islamskom svetu.
Hazini u toj knjizi, u okviru osam naučnih eseja, detaljno razjašnjava istorijski tok razvoja inovativnog inženjerstva kad je reč o izradi raznih instrumenata koji se upotrebljavaju u naukama. Tim povodom, on spominje i učenja slavnih mislilaca poput Sabita ibn Kure i Omera Hajama, koja su značajno doprinela razvoju naučno-tehničkih disciplina u islamu.

## Hazinijevi doprinosi
Hazini je doprineo mnogostruko više razvoju studije o statici fluida u poređenju sa rezultatima Ibn Hejsamovih i Birunijevih istraživanja. On je tu oblast studirao uporedo sa ostalim granama mehanike i inženjerskih disciplina i zbog toga je mogao da obrati posebnu pažnju na koncepciju i primenu centra mase prilikom kreiranja novih preciznih vaga. Njegov briljantan naučni trud predstavljao je uvod u veliki broj uspeha i dostignuća Abul-Iza Džazarija. Prema tome, Hazini je bio izvrstan poznavalac takozvane tradicionalne nauke o terazijama i balansu (ilm al-mizan).
U svom referentnom delu Mizan al-hikma [Mera mudrosti] – koje zaista predstavlja najpotpunije delo u toj disciplini – Hazini se katkada osvrće i na naučna pregnuća ranijih muslimanskih mislilaca, poput Razija, Birunija i Hajama. On u jednom delu svoje knjige deskriptivno razjašnjava karakteristike sprave koju je, kako tvrdi, Biruni koristio prilikom merenja specifične težine fizičkih tela. Istina, Biruni nam u svojim naučnim delima nije ukazao na metodu kojom je računao pomenute mere i težine. Italijanski istoričar Aldo Mijeli u svojoj knjizi objavio je tabelu koja sadrži precizne Birunijeve i Hazinijeve rezultate merenja specifičnih težina nekoliko fizičkih tela. On je pomenute mere uporedio sa modernim dostignućima savremenih naučnika. Naime, prema mišljenju ovog italijanskog istraživača, Hazinijevo naučno umeće najprimetnije je u njegovim opsežnim komentarima i objašnjenjima koje je ponudio u vezi sa balansima, centrima mase fizičkih tela i univerzalnim metodama upotrebe raznih oblika vage prilikom merenja specifičnih/jediničnih težina tela koja u sebi sadrže dve ili više različitih komponenti.
Kada govorimo o specifičnim/jediničnim težinama, istoričari nauke ubrajaju Hazinija među pionirske mislioce koji su uspeli da precizno izmere specifičnu težinu tečnosti i kompozitnih materijala. Pritom treba imati na umu da Hazini podrobno govori i o viskoznosti fluida i tvrdi da protok tečnosti, kao i kretanje tela kroz tečnost, jasno zavisi od njenog viskoznog otpora. Njegovu teoriju je kasnije potvrdio i Fahrudin Razi, koji je na drugi način pokazao da veličina sile zbog viskoznosti određene tečnosti nije ista u različitim fluidima. Drugim rečima, brzina kretanja tela u određenoj tečnosti zavisi od viskoznosti te tečnosti.
Osim toga, Hazini je precizno ukazao i na uticaj atmosferskog pritiska na specifičnu težinu različitih materija, nekoliko vekova pre sličnih naučnih izjava Evangeliste Toričelija (Evangelista Toricelli, 1608–1647), Bleza Paskala (Blaise Pascal, 1623–1662) i Roberta Bojla (Robert Boyle, 1627–1691). Takođe, ovaj muslimanski mehaničar je uspešno generalizovao Arhimedov zakon o fluidima i upotrebio ga i u slučaju gasova.
Od njegovih drugih naučnih teorija možemo izdvojiti i teoriju o statici i raznim naučnim disciplinama koje se s njom povezuju, u okviru kojih Hazini najpre utvrđuje Birunijevu viziju o gravitaciji i potom tvrdi da razlika gravitacione sile u raznim mestima umnogome zavisi od razdaljine između određenog materijalnog tela i centra zemaljske kugle.